# Leo von Klenze
Leo von Klenze (Franz Karl Leopold von Klenze, 29. února 1784, Bockenem u Hildesheimu – 27. ledna 1864, Mnichov) byl německý klasicistní architekt, vedle Karla Fridricha Schinkela nejvýznamnější v Německu, malíř a spisovatel.

## Život
Narodil se v městečku Schladen jako prvorozený syn (a třetí z osmi dětí) úředníka Gotthelfa Fridricha Klenze a jeho manželky Gertrudy Josefy Terezie, rozené Meyerové z lékařské rodiny v Osnabrücku. V 16 letech byl poslán do Berlína studovat architekturu na stavební akademii. Odtamtud odešel studovat do Janova, kde vstoupil do služeb Konstantina La Flèche-Keudelsteina, ceremoniáře tehdejšího vestfálského krále Jeronýma Bonaparte, nejmladšího bratra francouzského císaře Napoleona, a s ním odešel do Kasselu. Tam se roku 1813 oženil s operní pěvkyní Felicitas Blanginiovou, s níž vychoval šest dětí, tři syny a tři dcery. Téhož roku rodina v čele s manželčiným bratrem Felixem Blanginim uprchla před Napoleonem do Mnichova na dvůr bavorského krále.
Tam se Leo von Klenze stal dvorním architektem bavorského krále Ludvíka I., pro kterého dostavěl mnichovskou rezidenci a kostel v klasicistním slohu. Dále pracoval v Řeznu, Berlíně, Kelheimu a v Petrohradě. Po osvobození Řecka od Turků roku 1834 odešel do Athén, kde vypracoval plán nové výstavby pobořeného města.
Zemřel v Mnichově a byl pohřben na Starém jižním hřbitově pod arkádami.

## Projekty
- V Mnichově:
  - Glyptotéka, galerie sbírek malby, (1816–1830)
  - Stará pinakotéka (Alte Pinakothek), sochařská sbírka, (1826–1836)
  - Residence – královský palác, slavnostní sál a dvorní kostel Všech svatých (1826–1842)
  - Monopteros Englischer Garten (1836)
  - Propylaje (1846–1862)
  - Síň slávy (Ruhmeshalle) (1850)
  - Monopteros v parku Nymphenburského paláce
  - Urbanistické řešení ulice Ludwigstraße
- Tančírna v parku zámku Wilhelmshöhe, (Kassel) (1809–1810)
- Zámek v městě Ismaning (1816) postavil pro nevlastního syna Napoleona, Eugène de Beauharnais, a jeho snoubenku.
- Mramorový památník národních hrdinů Walhalla, leží v údolí Dunaje asi 10 km od Řezna u městečka Donaustauf. Byl postaven v letech 1830–1842 za vlády krále Ludvíka I. Bavorského podle Parthenónu v Aténách. K položení základního kamene došlo 18. října 1830, 18. října 1842 se uskutečnilo slavnostní otevření. Uvnitř jsou vystaveny bysty významných osobností kulturního, vědeckého a politického života. Nyní obsahuje 127 byst a 64 pamětních desek, ze 190 osob je 12 žen. Jako jedna z posledních byla 22. února 2003 doplněna deska bojovnice proti nacistickému režimu, Sophie Scholl.
- Bazar (nyní Annast-Haus) (1824–1826), na náměstí Odeonsplatz v Berlíně
- Neues Schloss (Nový zámek) v Pappenheimu, (1819–1820)
- Litinový náhrobek Josefa Dobrovského v Brně, návrh realizovala Salmova železárna v Blansku (1830)[1]
- Nová Ermitáž v Petrohradu, Rusko (1839–1852)
- Katolický kostel svatého Dionýsia Areopagity v Athénách, Řecko (1853–1865)
- Hala osvobození (Befreiungshalle) v Kelheimu (1863)

## Malba
- Napoleon v Portoferraiu, 1839
- Pohled na Akropoli a Areopág v Aténách, 1846
- Dómské náměstí v Amalfi, po 1850

## Galerie

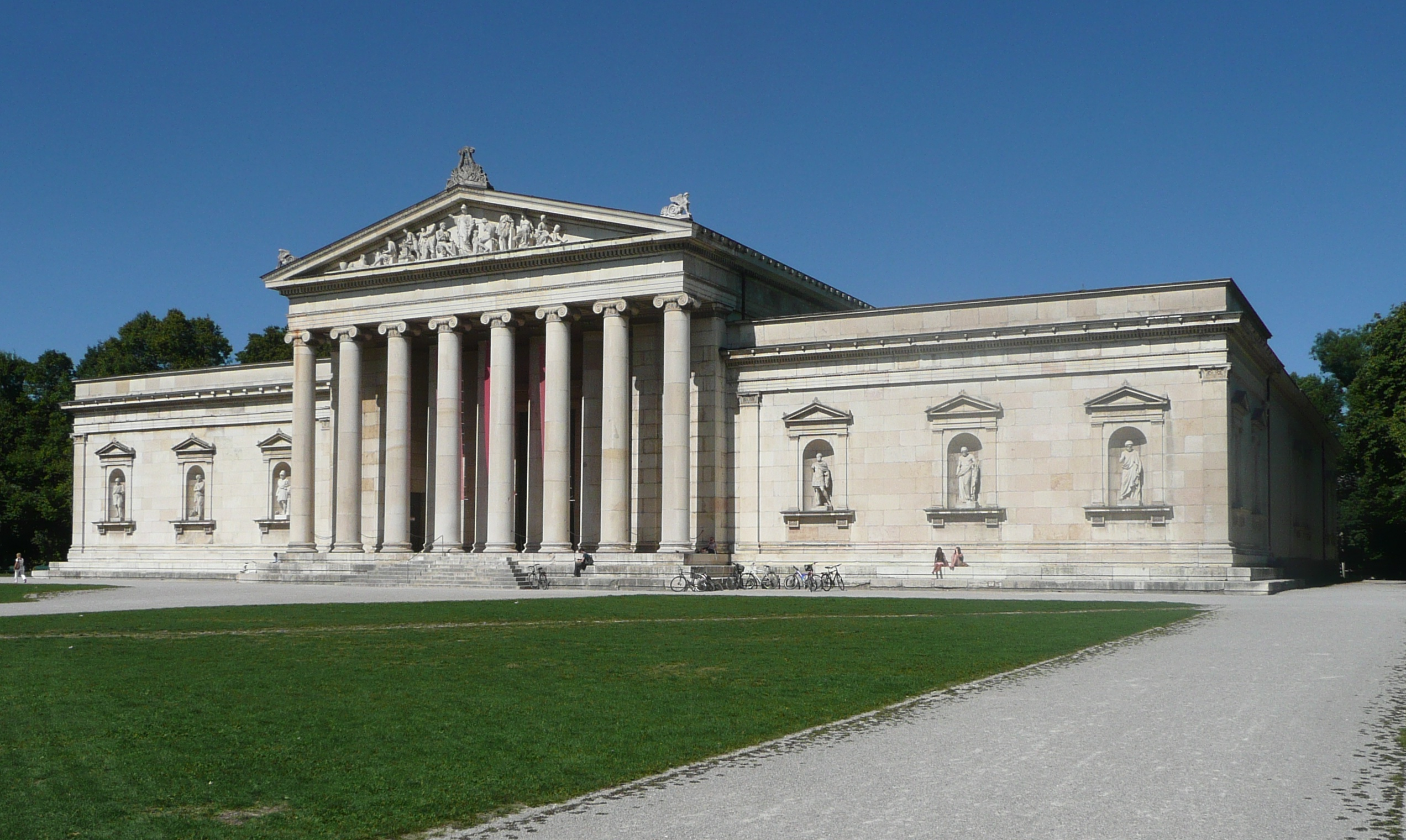
Glyptotéka v Mnichově
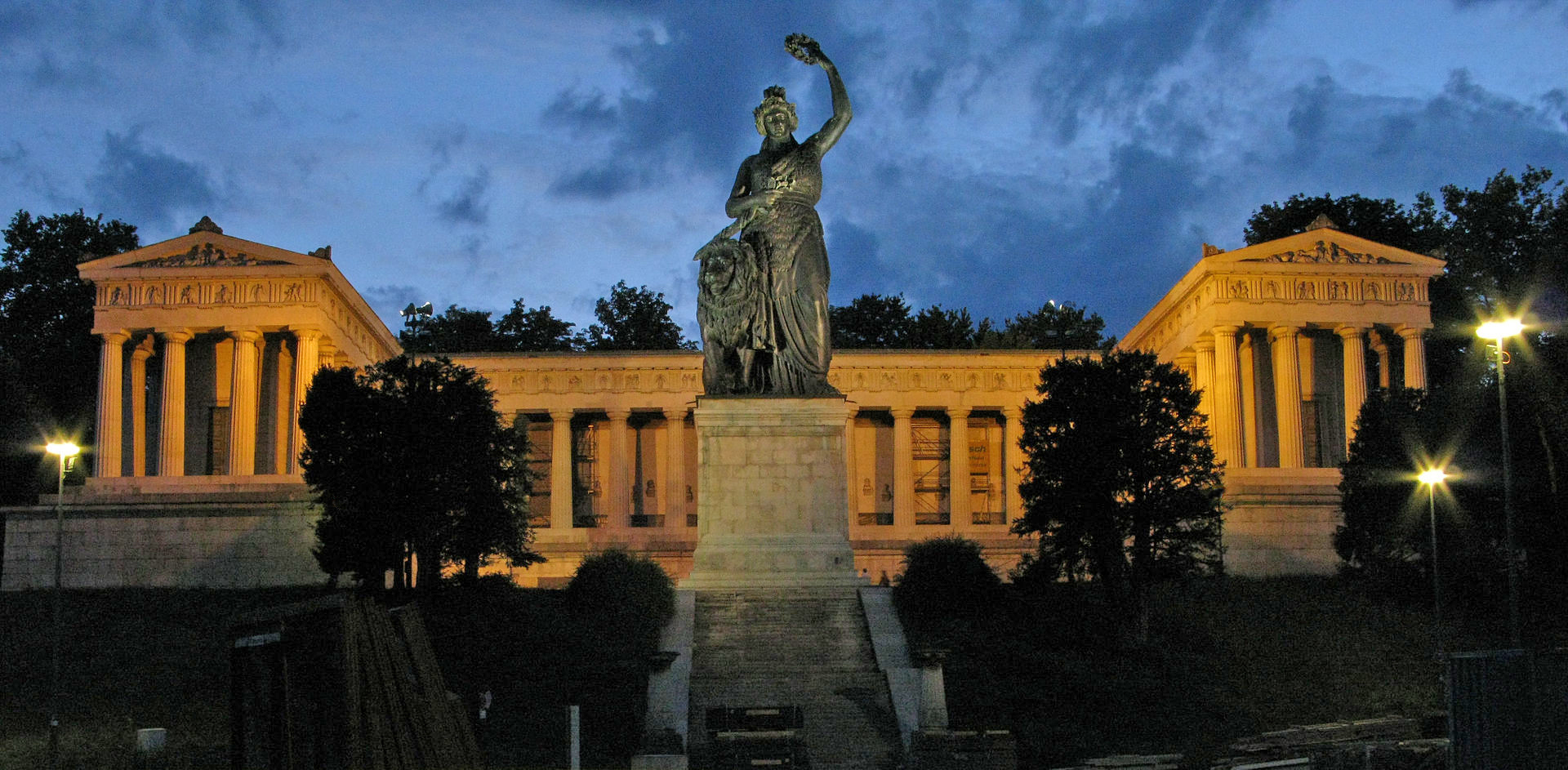
Síň slávy v Mnichově
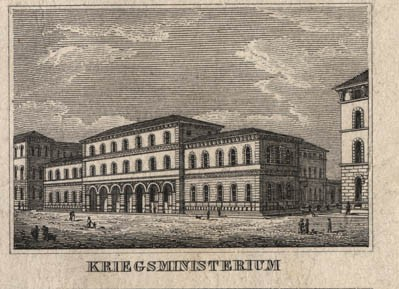
Bavorské ministerstvo války v Mnichově
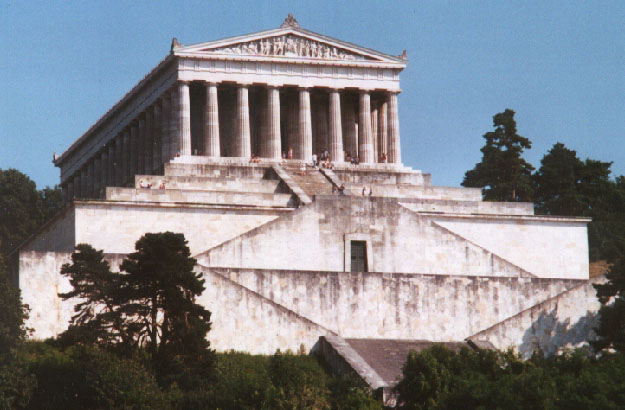
Walhalla
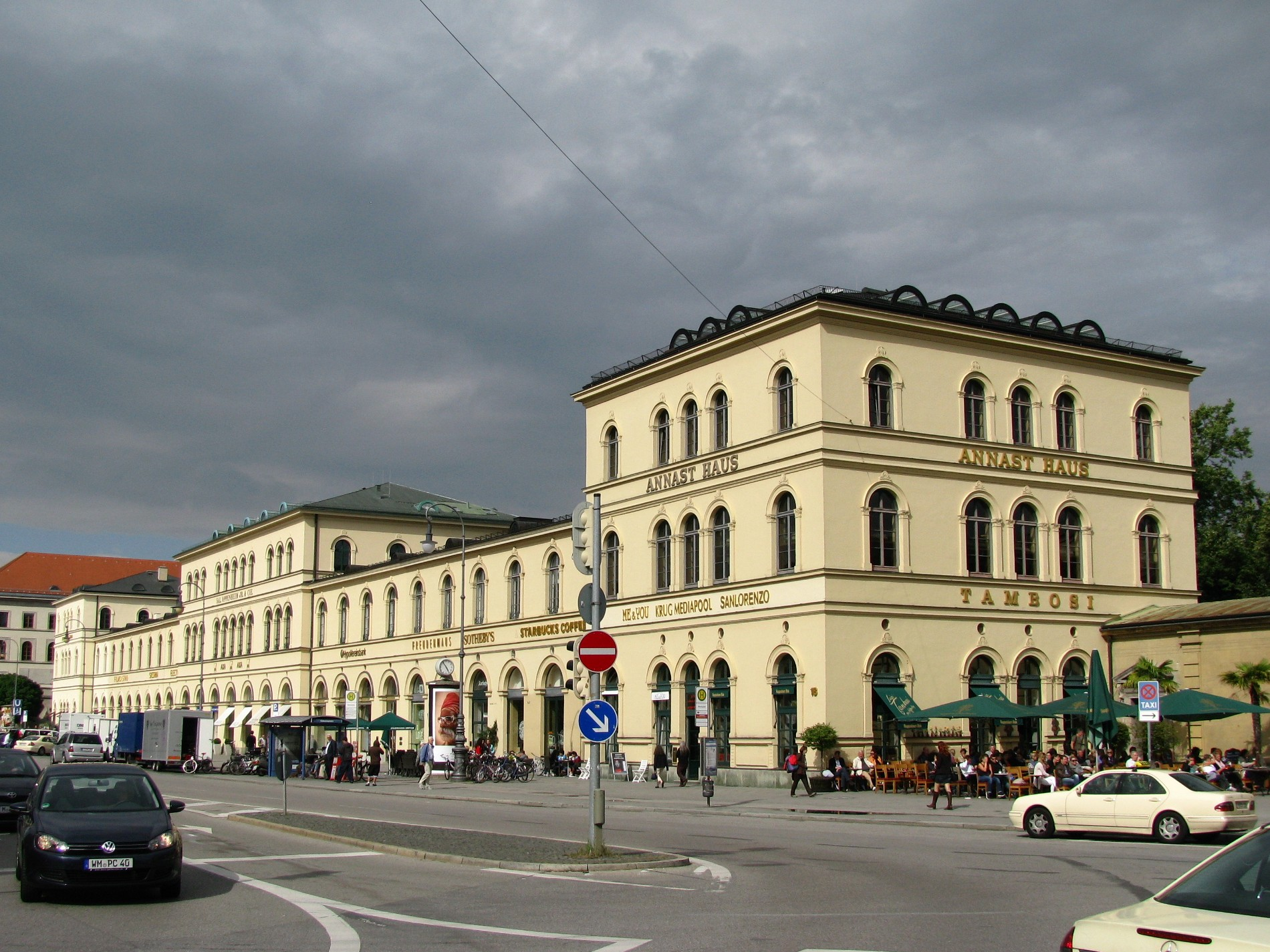
Bazar v Berlíně
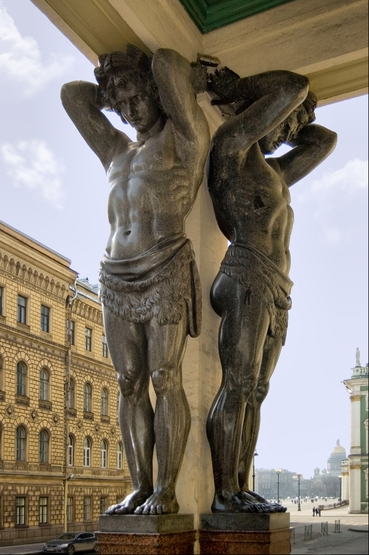
Atlanti, Ermitáž
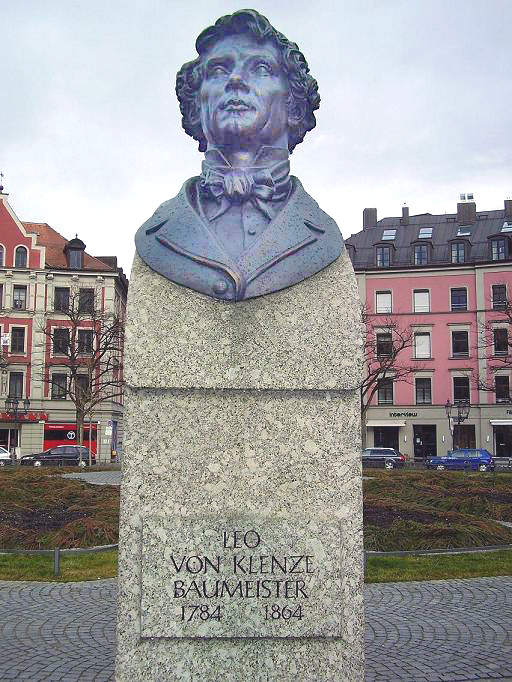
Busta L. Klenze v Mnichově
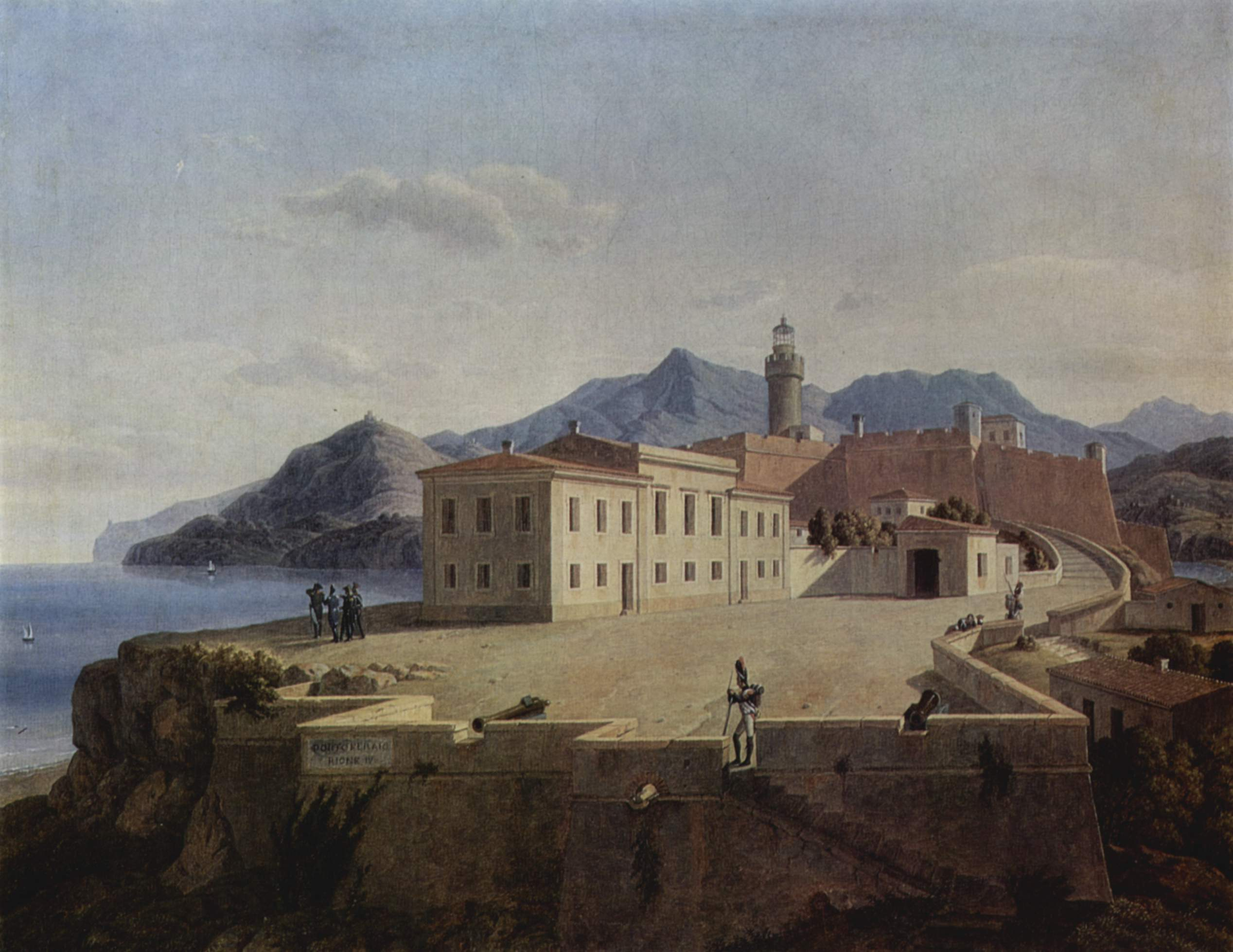
Napoleon Bonaparte v Portoferraiu
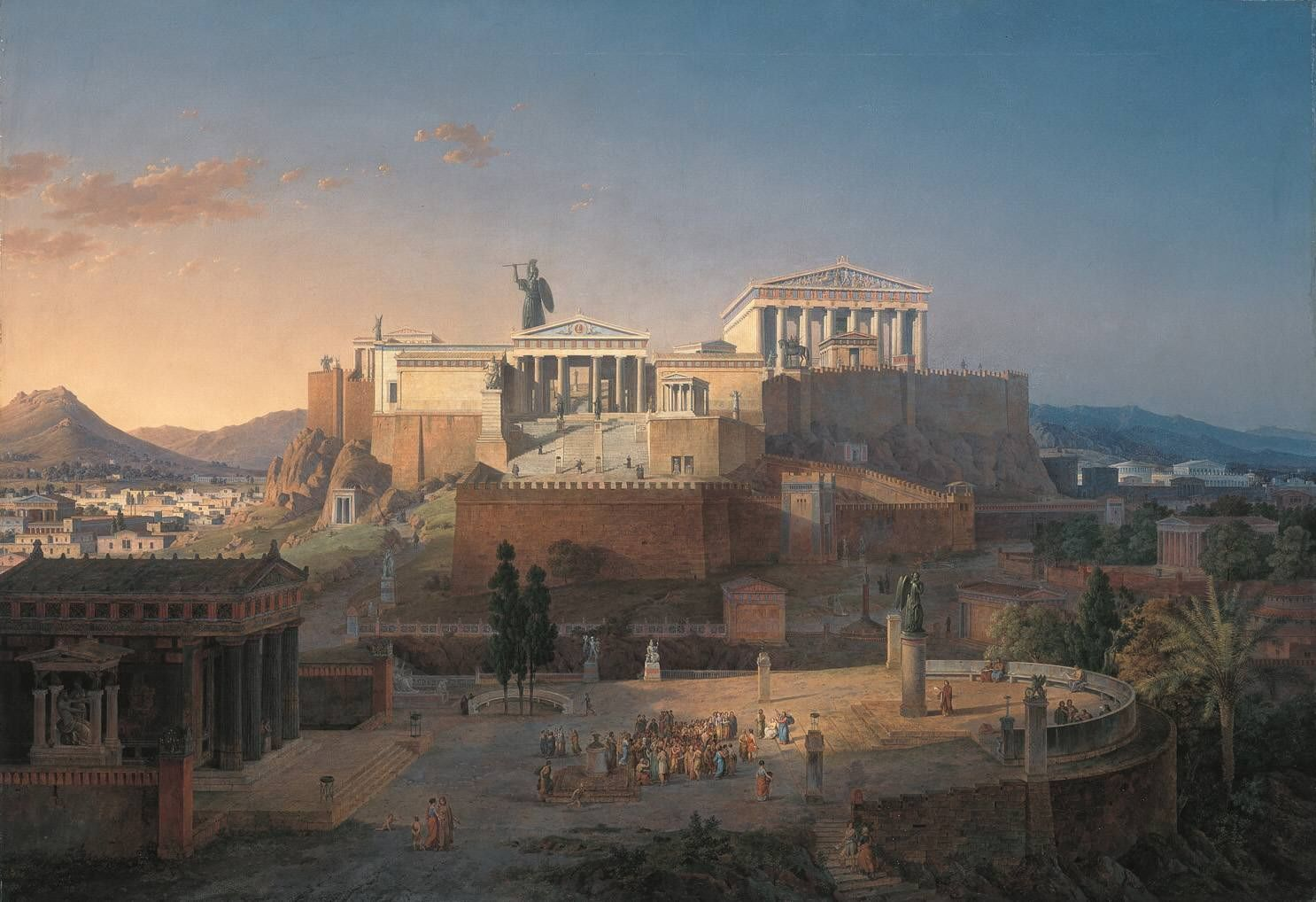
Idealizovaný pohled na Akropoli v Aténách
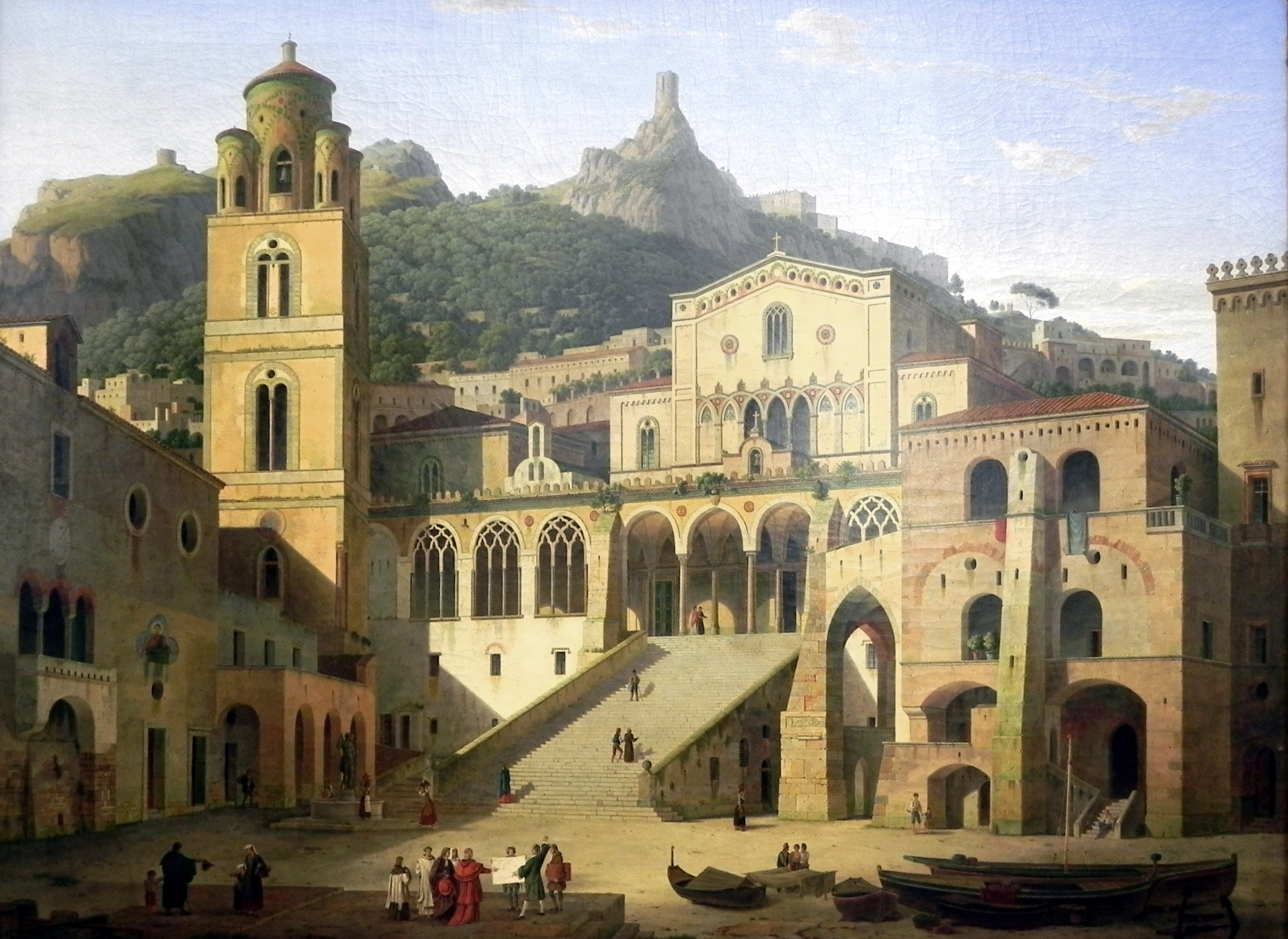
Dóm v Amalfi